# Жубряков, Геннадий Николаевич
Геннадий Николаевич Жубряков (род. 26 февраля 1940 года) — заслуженный тренер СССР (лёгкая атлетика, 1980)

## Карьера
Окончил Ленинградский педагогический институт (1962).
С 1967 по 1994 год, с 2004 года по настоящее время — тренер Санкт-Петербургской и Ленинградской областной организации ОГО ВФСО «Динамо». Заслуженный тренер СССР (1980), РСФСР (1977). С 1971 по 1992 годы привлекался к работе в сборной команде СССР (группа спринта). Подготовил олимпийского чемпиона 1980 года А. Аксинина. К Олимпийским Играм 1980 и 1988 годов участвовал в подготовке мужской команды СССР в эстафете 4×100 м.
С 1994 по 2003 годы работал по контракту в Малайзии. Майор внутренней службы в отставке. Житель блокадного Ленинграда.
В 2006 году награждён почетным знаком «Лучший в спорте Санкт-Петербурга».
Воробьев Евгений Викторович
- Аксинин, Александр Тимофеевич
- Галкин, Антон Сергеевич
- Петухов, Сергей Александрович
- Петряшов, Константин Евгеньевич
- Рафилович, Максим Романович
- Фролов, Владислав Юрьевич

Поспелова Светлана Михайловна
Юшманов, Николай Алексеевич